# Cesta I. triedy 68
Die Cesta I. triedy 68 (slowakisch für ‚Straße 1. Ordnung 68‘), kurz I/68, ist eine Straße 1. Ordnung in der Slowakei. Größere Städte, die die Straße durchfährt oder tangiert, sind Stará Ľubovňa, Sabinov und Prešov. 

## Verlauf
Die Straße beginnt als Fortsetzung von Polen (Droga krajowa 87) heraus bei Mníšek nad Popradom und überquert schon nach einigen Kilometern  den Pass Vabec (Ľubovnianska vrchovina, 766 m n.m.), um den Umweg durch das Popradtal zu umgehen. Zwischen Stará Ľubovňa und Ľubotín kopiert sie diesen Fluss, bevor sie dessen Tal hinter Pusté Pole verlässt. Sie verläuft dann am linken Ufer der Torysa, zwischen den Gebirgen Čergov (östlich), Leutschauer Berge und Bachureň (westlich), zuerst durch Lipany, dann weiter Sabinov, bevor sie die Regionalhauptstadt Prešov erreicht. Dort endet sie an der südlichen Stadtgrenze an der Anschlussstelle Prešov-juh der Autobahn D1.

## Geschichte
Seit der Gründung der Slowakei, die das tschechoslowakische Nummernschema übernommen hat, entstanden mehrere Verlegungen oder Umfahrungen auf der Trasse der I/68. Von 2006 bis 2011 wurde die Straße in Lipany auf einer Länge von 1,8 km verlegt und bildet seither Teilortsumgehung dieser Stadt. Von 2012 bis 2015 wurde in Mníšek nad Popradom eine neue 320 m lange Grenzbrücke über den Poprad errichtet, um zusammen mit der Verlegung der Droga krajowa 87 bei Piwniczna auf der polnischen Seite eine neue Trasse herzustellen, die die alte erdrutschgefährdete Straße umgeht. In Prešov entstand von 2012 bis 2017 die sogenannte kleine Umgehung (vierspurig), die das Stadtzentrum vom Westen umfährt und die Ausfallstraßen nach Poprad und Košice direkt verknüpfte. Die Funktion als Transitstrecke verlor sie durch die Eröffnung des Prešov-Tunnels im Zuge der Autobahn D1 im Oktober 2021.
Am 1. August 2015 wurden Teilstücke südlich von Prešov von der I/68 abgetrennt und zwei neue Straßen geschaffen, die jeweils eine eigene Nummer erhielten: von Prešov (Kreuzung Rusínska) bis Budimír trägt die Straße die Nummer I/20 und von Košice bis zur ungarischen Grenze bei Milhosť ist sie I/17 nummeriert. Am 1. Oktober 2020 wurde die Straße abermals durch Prešov verlängert und zwar über die vorherige I/68A westlich und südwestlich des Stadtzentrums (zusammen mit der Straße Obrancov mieru), zudem wurde die kurze I/80 zum Teil der I/68 neu gewidmet.
Als bisher letzte Verlegung wurde die etwa 6 km lange Ortsumgehung Plavnica gebaut, die sowohl den Ort als auch eine steile und erdrutschgefährdete Strecke meidet. Die seit 2020 gebaute Trasse erforderte zwei neue Brücken über den Poprad in kurzer Folge, kostete fast 37 Millionen Euro und wurde am 22. Juni 2023 feierlich eröffnet. Im Zuge des Baus der Anschlussstelle Prešov-sever der Schnellstraße R4 wurde ein kurzes Teilstück der I/68 beiderseits der Anschlussstelle vierspurig ausgebaut.

## Ausbau
Am 24. Januar 2024 begann mit einer Grundsteinlegung der Bau einer 9,8 km langen Ortsumgehung, die den Durchgangsverkehr von Sabinov, Orkucany und Šarišské Michaľany übernehmen soll. Der 73,7 Millionen Euro (ohne MwSt.) teure Bau soll bis 2027 fertiggestellt werden.